# 111 Ate
A 111 Ate a Naprendszer kisbolygóövében található aszteroida. Christian Heinrich Friedrich Peters fedezte fel 1870. augusztus 14-én.